# Duttaphrynus totol
Duttaphrynus totol é uma espécie de anfíbio anuro da família Bufonidae. Não foi ainda avaliada pela Lista Vermelha do UICN.
É endémica da Indonésia.